# Danielle Chuchran
Danielle Chuchran, nota anche con lo pseudonimo di Danielle C. Ryan (Upland, 9 giugno 1993), è un'attrice statunitense.

## Filmografia

### Cinema
- Il gatto... e il cappello matto (The Cat in The Hat), regia di Bo Welch (2003)
- Saving Sarah Cain, regia di Michael Landon Jr. (2007)
- Minor Details, regia di John Lyde (2009)
- The Wild Stallion - Praterie Selvagge (The Wild Stallion), regia di Craig Clyde (2009)
- Snow Beast, regia di Brian Brough (2011)
- 12 cuccioli da salvare (12 Dogs of Christmas: Great Puppy Rescue), regia di Kieth Merrill (2012)
- Osombie, regia di John Lyde (2012)
- Christmas for a Dollar, regia di John Lyde (2013)
- Storm Rider - Correre per vincere (Storm Rider), regia di Craig Clyde (2013)
- Haunt, regia di Mac Carter (2013)
- Survivor, regia di John Lyde (2014)
- SAGA - Curse of the Shadow, regia di John Lyde (2014)
- Riot - la rivolta (Riot), regia di John Lyde (2015)
- Fire City - La fine dei giorni (Fire City: End of Days), regia di Tom Woodruff Jr (2015)
- 626 Evolution, regia di John Lyde (2017)

### Televisione
- The District - Serie TV, episodio 3x05 (2002)
- Crossing Jordan - Serie TV, episodio 4x07 (2004)
- Girlfriends - Serie TV, episodio 4x15 (2004)
- Senza traccia - Serie TV, episodio 4x07 (2005)
- Little House on the Prairie, Miniserie TV, 6 episodi (2005)
- Beautiful - Soap Opera, 3 episodi (2006)
- E.R. - Medici in prima linea - Serie TV, episodio 15x22 (2009)
- Incantesimi d'amore (You're So Cupid), regia di John Lyde (2010)
- A Christmas Wish, regia di Craig Clyde - film TV (2011)
- Una lozione d'amore (Scents and Sensibility), regia di Brian Brough - film TV (2011)
- Body of Proof - Serie TV, episodio 3x03 (2013)
- Nowhere Safe, regia di Brian Brough - film TV (2014)
- L'amore sa dove trovarti (Love Finds You in Charm), regia di Terry Cunningham - film TV (2015)
- Austentatious - Serie TV, 10 episodi (2015)
- Tutti i sospetti su mia madre (Stalked by My Mother), regia di Doug Campbell – film TV  (2016)
- Magnum P.I. - Serie TV, episodio 1x17 (2018)
- Criminal Minds - Serie TV, episodi 13x18-14x02-14x15 (2018)
- Driven - Serie TV, episodio 1x05 (2018)
- L'amore in fuga (Runaway Romance), regia di Emily Golden - film TV (2018)
- When Vows Break, regia di Tom Shell - film TV (2019)
- Il dolce suono del tradimento (His Deadly Affair), regia di Tara Cowell-Plain – film TV (2019)
- Innamorarsi a Mountain View (Finding Love in Mountain View), regia di Sandra L. Martin - film TV (2020)
- Mistletoe Mixup, regia di Andrew Lawrence - film TV (2021)
- Un amore da salvare (Love, Lost & Found), regia di John Lyde - film TV (2021)
- Deadly Yoga Retreat, regia di Brian Herzlinger - film TV (2022)
- Double Threat, regia di Shane Stanley (2022)

## Doppiatrici italiane
Nelle versioni in italiano delle opere in cui ha recitato, Danielle Chuchran è stata doppiata da:
- Giulia Franceschetti ne La casa nella prateria
- Emanuela Ionica in A Christmas Wish
- Virginia Brunetti ne Il dolce suono del tradimento
- Jessica Bologna in Innamorarsi a Mountain View